# Attilio Lapadula
Attilio Pasquale Lapadula (Pisticci, 8 aprile 1917 – Roma, 26 marzo 1981) è stato un architetto e urbanista italiano.
(G. Muratore, dall'introduzione al libro di L. Creti e T. Dore)

## Biografia
Attilio Lapadula era nato a Pisticci (MT) l'8 aprile 1917. Il padre Donato Lapadula (Pisticci 1873 - Roma 1949) aveva un laboratorio di falegnameria che produceva mobili e come modelli utilizzava, tra l'altro, quelli pubblicati nella rivista tedesca Jugend. Attilio Lapadula ha sempre attribuito grande importanza all'influenza che quelle immagini, viste da ragazzo, avevano esercitato sulla sua opera successiva. Di questo periodo è una serie di paesaggi dipinti ad acquerello.
Nel 1931 aveva raggiunto a Roma il fratello Ernesto Lapadula che si era laureato in Architettura l'anno precedente. Entrato al Liceo artistico Ripetta conseguì la maturità nel 1935 e seguì anche un corso di Scenografia all'Accademia di belle arti di Roma. Nel 1934 aveva partecipato con varie opere ai "Ludi juveniles", vincendo il primo premio con una scultura. Iscrittosi alla Facoltà di Architettura della Sapienza - Università di Roma, si laureò con 110 e lode nel 1940.
Partecipò alla seconda guerra mondiale, come sottotenente del 10º Reggimento Genio Guastatori, in varie zone di guerra della Calabria. Di quel periodo è una serie di disegni a penna di paesaggi.
Superò l'esame di stato per l'abilitazione all'esercizio della professione di architetto nel 1948 a Napoli. Sempre nel 1948 sposò Mariagrazia Oliva (Venezia 1924 - Roma 2022), nipote della pittrice Bice Lazzari e dell'architetto Carlo Scarpa. Lo studio Lapadula aveva cominciato l'attività nel campo dell'Architettura e dell'Urbanistica nel 1930 con Ernesto, del quale Attilio fu, fin dall'inizio, il più stretto collaboratore. Dopo la laurea Attilio iniziò un'autonoma attività professionale, firmando nello stesso tempo alcuni importanti progetti insieme al fratello, fino alla partenza di quest'ultimo per l'Argentina, nel 1949.

## Insegnamento universitario
Dal 1940 al 1981, con la sola parentesi della guerra, ha svolto attività di docenza presso la Facoltà di Architettura dell'Università di Roma, prima come assistente dei corsi di Urbanistica tenuti da Plinio Marconi, Luigi Piccinato e Gabriele Scimemi poi, dal 1959, come libero docente e, infine dal 1969, come professore associato di Urbanistica. Il suo rapporto con gli studenti era fondato contemporaneamente su un grande rigore scientifico e una profonda umanità. Celebre fu la frase che nel 1968, in piena contestazione studentesca, comparve sui muri della facoltà: "Lapadula aiutaci tu".
Si è occupato della storia urbanistica di Roma e del suo territorio, studiando in particolare il periodo in cui Roma e il Dipartimento del Tevere (corrispondente a grandi linee all'attuale Regione Lazio) vennero annessi da Napoleone I all'Impero francese.

## Opere
Oggi, quando oramai prevale un'esasperata specializzazione, non è facile comprendere appieno la figura di un architetto che riusciva a coprire una gamma di interessi culturali e di attività professionali ampie e complesse che comprendevano l'attività didattica, la ricerca storica, la partecipazione a concorsi nazionali e internazionali, la progettazione architettonica, l'arredamento e la pianificazione urbanistica.

### Concorsi
- 1941-1942 Primo premio per la sistemazione urbanistica e architettonica della Città universitaria di Bratislava (Slovacchia) con Ernesto Lapadula.
- 1951-1952 Primo premio per la sistemazione urbanistica e architettonica dell'area dell'"Ente fiera ed esposizioni" di Catania.
- 1954-1955 Primo premio per il Palazzo della Regione Siciliana a Palermo.
- 1957 Nuova sede della Democrazia Cristiana a Roma (EUR).
- 1967 Nuove chiese a Roma.
- 1968 Nuovo palazzo per gli uffici della Camera dei Deputati a Roma (EUR).

### Principali edifici realizzati
Nello studio Lapadula, del quale fu unico titolare dal 1949 al 1981, ha svolto una vastissima attività di progettazione nei settori dell'edilizia residenziale pubblica e privata, dell'edilizia scolastica, ospedaliera, alberghiera, commerciale, religiosa e industriale, specializzandosi in particolare in quella per uffici, nel cui ambito ha approfondito gli aspetti della distribuzione funzionale, della definizione delle strutture (prefabbricazione e strutture in acciaio), dello studio dei particolari costruttivi e decorativi (specialmente nelle facciate continue in alluminio e vetro) e dell'allestimento degli interni.
- 1950 Stabilimento balneare Kursaal (con la direzione lavori di Pierluigi Nervi) a Ostia, Lido di Castel Fusano.
- 1953-1955 "Villa Angiolillo" a Roma (località Torricola, via Appia Antica).
- 1958 Sede del Ministero della Sanità a Roma (EUR).
- 1959 Albergo "Residence Garden" a Roma (EUR).
- 1960 Cappella dei sacerdoti nel cimitero di Quero (Belluno)
- 1961 Complesso residenziale "Villa Lontana" a Roma (via Cassia Antica).
- 1963 "Grand hotel Leonardo da Vinci" a Roma (via dei Gracchi).
- 1963 Società delle missioni africane a Roma (via della Nocetta).
- 1963-1966 Sede dell'Enel a Roma (piazza Verdi).
- 1966 Sede dell'IMI a Roma (EUR).
- 1967 Centro studi "San Lorenzo da Brindisi" a Roma (Grande Raccordo Anulare).
- 1967 Centro studi "Scabrinianum" (oggi sede della Regione Lazio) a Roma (via della Pisana).
- 1967 Casa Generalizia dei Chierici di San Viatore a Roma (Via della Sierra Nevada)
- 1968 Clinica per malattie infettive dell'Ospedale civile a Padova con Stanislao Ceschi.
- 1969 Sede della Banca popolare a Taranto.
- 1975 Sede della Società Siemens a Roma (EUR).
- 1976 Sede della Procter & Gamble a Roma (quartiere "La Ferratella").
- 1981 Edificio residenziale a Roma (via delle Fornaci).

### Arredamenti
Soprattutto nei primi anni, lo studio fu attivo nella progettazione di ville e stabilimenti balneari, nell'arredamento di negozi, bar e ristoranti (oggi in gran parte perduti) e navi. In queste attività si avvalse della collaborazione di numerosi artisti (come Afro Basaldella, Pericle Fazzini, Bice Lazzari, Leoncillo Leonardi, Roberto Matta, Angelo Savelli, Amerigo Tot e molti altri) per la realizzazione di affreschi, mosaici, bassorilievi, ceramiche, bronzi e altri elementi decorativi.
- 1948 Bar delle Muse a Roma.
- 1948 Caffè Berardo a Roma (Galleria Colonna).
- 1948 Agenzia giornalistica del quotidiano Il Tempo a Roma (Galleria Colonna).
- 1951 Caffè Aragno a Roma (via del Corso).
- 1957 Ristorante "Il Cubo" a Roma.
- 1952-1964 Veranda di prima classe della turbonave Cristoforo Colombo.
- 1964 Saloni di prima classe e di classe turistica della turbonave Raffaello.

### Piani urbanistici
Nel 1942 era diventato membro effettivo dell'Istituto Nazionale di Urbanistica (INU) e dal 1972 membro dell'Association Internationale des Urbanistes (AIU). Dal 1963 al 1968 ha fatto parte della Commissione urbanistica del Comune di Roma. 
- 1945 Piano regolatore generale e Piano di ricostruzione del comune di Rimini con Ernesto Lapadula.
- 1952 Borgata Cerro nell'agro di Apricena (provincia di Foggia).
- 1955 Borgata San Cesareo nell'agro di Albanella (provincia di Salerno).
- 1958 Piano regolatore generale del comune di Fano (provincia di Pesaro e Urbino).
- 1958-1978 Piano regolatore generale del comune di Andria (allora in provincia di Bari).

## Archivio
La maggior parte dei suoi progetti (disegni preparatori a colori, elaborati tecnici, documentazione fotografica, relazioni tecniche e alcuni plastici) e dei documenti delle sue ricerche erano conservati presso lo Studio di Roma, che è stata dichiarata di rilevante interesse storico e quindi bene culturale. Tutta la documentazione relativa alla sua attività di progettista, studioso e docente è stata vincolata dalla Soprintendenza archivistica del Lazio il 2 dicembre 1992. Il responsabile dell'Archivio e dello Studio è l'architetto Bruno Filippo Lapadula che, sino al 1981, era stato il suo più stretto collaboratore. Il 23 gennaio 2025 l'Archivio di Attilio Lapadula è stato definitivamente acquisito dall'Archivio di Stato di Roma.

## Filmografia
Alcune sue opere sono state utilizzate come location di film, sceneggiati televisivi e documentari. In particolare: lo stabilimento balneare Kursaal, per il quale aveva inventato il famoso trampolino circolare, è diventato, a partire dagli anni cinquanta, un'icona del Lido di Roma (Ostia) e della "dolce vita".
- Stabilimento balneare Kursaal (rotonda, trampolino, piscina, cabine, pontile) in: ffilm È arrivato il cavaliere (1950) di Steno e Mario Monicelli con Tino Scotti e Silvana Pampanini; film Mamma mia che impressione (1951), di Vittorio De Sica con Alberto Sordi; film Cameriera bella presenza offresi (1951), di Giorgio Pàstina, soggetto e sceneggiatura di Federico Fellini con Elsa Merlini, Isa Miranda, Gino Cervi, Vittorio De Sica; film Auguri e figli maschi (1951), di Giorgio Simonelli con Delia Scala, Ugo Tognazzi e Aroldo Tieri; film Febbre di vivere (1953), di Claudio Gora con Massimo Serato, Vittorio Caprioli e Marcello Mastroianni; film Racconti romani (1955), di Gianni Franciolini, soggetto di Alberto Moravia con Antonio Cifariello e Giovanna Ralli; documentario La settimana Incom n. 01264 (1955) dell'Istituto Luce; film Belle ma povere (1957), di Dino Risi con Maurizio Arena e Renato Salvatori; film I Vitelloni (1957), di Federico Fellini con Alberto Sordi e Franco Interlenghi; film Policarpo, Ufficiale di scrittura (1959), di Mario Soldati con Renato Rascel, Peppino De Filippo, Renato Salvatori, Carla Gravina e Romolo Valli; film Caccia al marito (1960), di Marino Girolami con Raimondo Vianello, Sandra Mondaini e Walter Chiari; film Il successo (1963), di Mauro Morassi con Vittorio Gassman, Anouk Aimée e Jean-Louis Trintignant; film I ragazzi dell’Hully-Gully (1964) di Marcello Giannini con Umberto D'Orsi e Ave Ninchi; film I marziani hanno 12 mani (1964), di Castellano e Pipolo con Paolo Panelli e Carlo Croccolo; film Veneri al sole episodio Intrigo al mare (1965), di Marino Girolami con Enio Girolami e Gloria Paul; Film Amore all’italiana (1966), di Steno con Walter Chiari, Raimondo Vianello e Paolo Panelli; film Colpo di sole (1968), di Mino Guerrini con Mita Medici e Corrado Olmi; miniserie televisiva Tre donne episodio L'automobile (1971), di Alfredo Giannetti con Anna Magnani e Vittorio Caprioli; film Bisbetico domato (1980), di Castellano e Pipolo con Adriano Celentano e Ornella Muti; film Innamorato pazzo (1981) (con il trampolino appena demolito), di Castellano e Pipolo con Adriano Celentano, Ornella Muti e Adolfo Celi; film The Clan (2005), di Christian De Sica con Christian De Sica e Max Tortora.
- Villa Angiolillo (scala interna) in: film Le notti di Cabiria (1957), di Federico Fellini con Amedeo Nazzari e Giulietta Masina.
- Turbonave Cristoforo Colombo (bar e piscina di 1ª classe) in: documentario Viaggio inaugurale - Cinecronaca della traversata atlantica della turbonave Cristoforo Colombo (1954), di Raimondo Musu.
- Turbonave Raffaello (saloni e bar di 1ª classe) in: documentario A bordo non si invecchia - Viaggio sulla Raffaello (1966), con Giovanni Nuvoletti; film Amore mio aiutami (1969), di Alberto Sordi con Alberto Sordi e Monica Vitti.
- Caffè Berardo (esterni nella Galleria Colonna) in: film Polvere di stelle (1973), di Alberto Sordi con Alberto Sordi e Monica Vitti.
- Collegio San Lorenzo da Brindisi (facciata della chiesa, atrio e portico) in: film a episodi per la RAI Giandomenico Fracchia - Sogni proibiti di uno di noi (Primo episodio 1975), di Antonello Falqui con Paolo Villaggio, Gianni Agus e Ombretta Colli; serie televisiva Un medico in famiglia (Quarta stagione 2004), di Claudio Norza per RAI 1 con Lino Banfi e Pietro Sermonti.
- Casa-capanna (esterni) sulla spiaggia di Torre San Lorenzo ad Ardea in: film La carne (1991), di Marco Ferreri con Sergio Castellitto e Francesca Dellera.

## Riconoscimenti

### Tributi
- Il Comune di Roma gli ha dedicato nel 2001 una strada per l'attività svolta come architetto nella costruzione della città e come studioso della sua storia urbanistica.
- Il Comune di Pisticci ha dedicato nel 2018 una loggia della città ai Fratelli Ernesto Lapadula, Attilio Lapadula e Ettore Lapadula.

## Pubblicazioni
- A. Lapadula, Roma 1909-1814. Contributo alla Storia dell'Urbanistica, Fratelli Palombi Editori, Roma 1958.
- A. Lapadula, Roma e la regione nell'epoca napoleonica. Contributo alla Storia urbanistica della città e del territorio, I.E.P.I., Roma 1969.
- A. Lapadula, Schema metodologico per un approccio sistemico alla Pianificazione, Bulzoni Editore, Roma 1978.
- A. Lapadula, Esperienze di Pianificazione urbana e territoriale, Bulzoni Editore, Roma 1979.
- A. Lapadula (a cura di), La pianificazione dei territori montani, Giuffrè Editore, Milano 1981.